# Auguste Kraus
Auguste Kraus, später Auguste Seidl-Kraus (28. August 1853 in Wien – 17. Juli 1939 in Kingston, New York) war eine österreichische Opernsängerin der Stimmlage Sopran. Die wichtigen Stationen ihrer Karriere waren die Wiener Hofoper, das Wandernde Wagnertheater des Angelo Neumann und die Metropolitan Opera in New York City.

## Leben und Werk
Sie war eine Schülerin der berühmten Gesangslehrerin Mathilde Marchesi de Castrone und debütierte 1877 an der Wiener Hofoper. Dort wurden ihr anfangs nur kleinere Rollen übertragen, doch bewährte sie sich und ihr wurden auch größere Partien zuteil. Sie durfte in der Hofoper auch in rustikalen Werken auftreten, beispielsweise als Moizi in Thomas Koschats Schwank Am Wörthersee oder als Steiermärkerin in Franz Dopplers Lustspiel Aus der Heimat. Sie sang die Brigitte in Ignaz Brülls Oper Der Landfriede und drei verschiedene Rollen in den Verschworenen (Der häusliche Krieg), einem heiteren Singspiel von Franz Schubert. Bereits am Beginn ihrer Bühnenlaufbahn erwies sie sich jedoch auch als herausragende Wagner-Sopranistin. In der Wiener Erstaufführung des Ring des Nibelungen vom 26. bis 30. Mai 1879 übernahm sie die Wellgunde (eine Rheintochter) und den Waldvogel. In der Spielzeit 1881–1882 war sie am Opernhaus Leipzig engagiert, wo sie den schon früh berühmten Wagner-Dirigenten Anton Seidl (1850–1898) kennenlernte, der aus Budapest stammte. 1882 schloss sie sich Angelo Neumanns reisendem Wagnertheater an und absolvierte „dessen glanzvolle Tournee durch ganz Europa“, so Operissimo. 1883 heiratete sie Anton Seidl, der als Reisedirigent engagiert war. Das Wandernde Wagnertheater gastierte in Paris, Amsterdam, in der Schweiz, in Italien und an Her Majesty’s Theatre in London. Im Gepäck war nicht nur der Ring des Nibelungen, der in London übrigens zur Britischen Erstaufführung kam, sondern auch Beethovens Fidelio. Als ihr Gatte an das Stadttheater Bremen und nach Prag verpflichtet wurde, folgte sie ihm. 1884 wurde sie von der Metropolitan Opera nach New York eingeladen, nunmehr folgte der Ehemann seiner Frau. Beide waren in den Vereinigten Staaten höchst erfolgreich. Auguste Seidl-Kraus debütierte am 17. November 1884 in New York als Tannhäuser-Elisabeth, es folgten in rascher Folge und mit stets gleichem Zuspruch Elsa, Berta in Meyerbeers Le prophète und die Micaëla. Unter Stabführung ihres Ehemannes sang sie an der Met mehrere Wagner-Rollen, 1885 Sieglinde, 1886 die Eva in der amerikanischen Erstaufführung der Meistersinger von Nürnberg, 1887 den Waldvogel (wiederum eine amerikanische Erstaufführung) und 1888 die Gutrune. 1886 war sie als Christine in der amerikanischen Erstaufführung von Brülls Goldenem Kreuz besetzt, 1887 als Maria in der amerikanischen Premiere von Nesslers Trompeters von Säckingen. Bei den Grand Concerts der Met, beispielsweise am Weihnachtstag, sang sie vorzugsweise Stücke von Felix Mendelssohn Bartholdy, aus dessen Opernfragment Loreley, oder das Lied Der Engel von Anton Rubinstein. Nach dem überraschenden Tod ihres Ehemannes am 28. März 1898, er starb am Genuss eines verdorbenen Fischs, zog sich die Sängerin von der Bühne zurück. Sie residierte in Kingston am westlichen Ufer des Hudson Rivers im Bundesstaat New York und wirkte als Gesangspädagogin. Ihre umfangreiche Richard-Wagner-Sammlung vermachte sie der Columbia University in New York City.

## Rollen (Auswahl)

### Repertoire
| Beethoven: - Marzelline in Fidelio Bizet: - Micaëla in Carmen Boieldieu: - Jenny in La dame blanche Cherubini: - Louise in Der Wasserträger Goldmark: - Sulamith in Die Königin von Saba Marschner: - Anna in Hans Heiling Meyerbeer: - Berta in Le prophète - Urbain in Les Huguenots Mozart: - Barbarina in Le nozze di Figaro - Zerline in Don Giovanni - Papagena in der Zauberflöte - Servilia in La clemenza di Tito |  | Nessler: - Maria im Trompeter von Säckingen Nicolai: - Jungfer Anna Reich in Die lustigen Weiber von Windsor Rossini: - Mathilde und Jemmy in Guillaume Tell Wagner: - Friedensbote im Rienzi - Elisabeth im Tannhäuser - Elsa im Lohengrin - Eva in Die Meistersinger von Nürnberg - Wellgunde in Das Rheingold - Waltraute, Gerhilde und Sieglinde in Die Walküre - Waldvogel im Siegfried - Wellgunde und Gutrune in Götterdämmerung Weber: - Bertha in Euryanthe - Agathe und Ännchen in Der Freischütz |